# تامی بویل
تامی بویل (به انگلیسی: Tommy Boyle) بازیکن فوتبال زادهٔ ۲۹ ژانویه ۱۸۸۸ اهل انگلستان بود که سابقهٔ بازی در تیم ملی فوتبال انگلستان را در کارنامهٔ خود دارد. وی در تاریخ ۱۵ فوریه ۱۹۱۳ تنها بازی ملی خود را در مقابل تیم ملی فوتبال ایرلند انجام داد.